# Angey
Angey (prononcé / ɑʒeː /) est une ancienne commune française du département de la Manche et de la région Normandie, peuplée de 288 habitants, commune déléguée au sein de Sartilly-Baie-Bocage depuis le 1er janvier 2016.

## Géographie
Bien que proche de la baie du Mont-Saint-Michel, Angey se trouve à l'intérieur des terres.
| Jullouville | Jullouville    | Sartilly |
| Jullouville | Angey          | Sartilly |
| Jullouville | Dragey-Ronthon | Sartilly |

## Toponymie
Le nom de la localité est attesté sous les formes Angeium en 1162, Angi en 1184.
L'étymologie celtique rappelle que le Gaulois Andecavi est la source du nom d'Angers. Il serait surprenant qu'il en soit autrement du toponyme Angey. Le sens reste obscur.
Le gentilé est Angéens.

## Histoire
En 1162, Guillaume de Saint-Jean (Le Thomas), seigneur d'Angey, donne l'église à l'abbaye de La Lucerne. La donation est confirmée en 1186 par le pape Urbain III.
En 1790, Lemonnier de La Cresnaye, laboureur, représente Angey à l'assemblée primaire de Sartilly.
Charles-François de Gaultier (1797, Angey-1863), chevalier de la Légion d'Honneur en 1815, après avoir servi dans la marine, sera garde du corps de Monsieur, compagnie de Puységur.

## Politique et administration

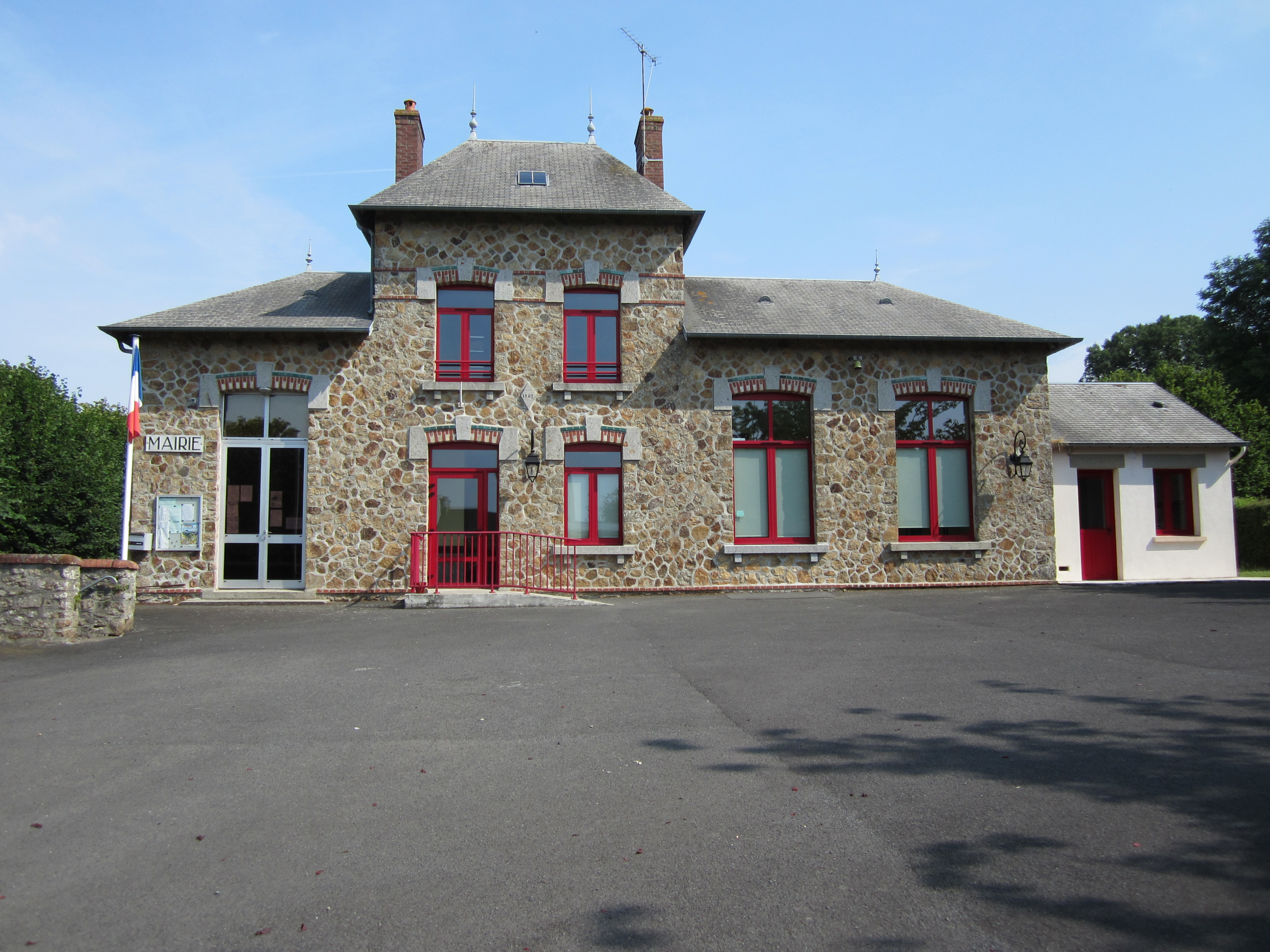
La mairie.

| Période                                                                                              | Période       | Identité             | Étiquette | Qualité          |
| --- | ------------- | -------------------- | --------- | ---------------- |
| 1798                                                                                                 | 1799          | Jacques Onfroy       |           |                  |
| 1800                                                                                                 | 1812          | Gilles Gautier       |           |                  |
| 1812                                                                                                 | …             | Louis Joué           |           |                  |
| … | 1815          | Victor Ambroise Joué |           |                  |
| 1815                                                                                                 | 1817          | Jacques Onfroy       |           |                  |
| 1817                                                                                                 | 1825          | Jacques Onfroy       |           | faisant fonction |
| 1825                                                                                                 | 1831          | Théodore Turgot      |           |                  |
| 1832                                                                                                 | 1859          | Michel Onfroy        |           |                  |
| 1860                                                                                                 | 1885          | Jacques Sicot        |           |                  |
| 1885                                                                                                 | 1911          | Frédéric Sicot       |           |                  |
| 1912                                                                                                 | 1916          | Léon Vastel          |           |                  |
| 1916                                                                                                 | 1919          | A. Grandais          |           | faisant fonction |
| 1919                                                                                                 | 1944          | Maurice de Préville  |           |                  |
| 1944                                                                                                 | 1945          | Eugène Lecrest       |           | faisant fonction |
| 1945                                                                                                 | 1947          | Jean-Marie Macé      |           |                  |
| 1947                                                                                                 | 1950          | René Maincent        |           |                  |
| 1950                                                                                                 | 1968          | Fernand Sicot        |           |                  |
| 1968                                                                                                 | 1983          | Victor Desmottes     |           |                  |
| 1983                                                                                                 | décembre 2015 | Monique Loré         | SE        | Commerçante      |
| Une partie des données est issue d'une liste établie par Jean Pouëssel, Monique Loré et Éric Charon. |               |                      |           |                  |

| Période      | Période  | Identité       | Étiquette | Qualité                                  |
| ------------ | -------- | -------------- | --------- | ---------------------------------------- |
| janvier 2016 | mai 2020 | Monique Loré   | SE        | Commerçante                              |
| mai 2020     | En cours | Gaëtan Lambert | SE        | Technicien Maire de Sartilly-Baie-Bocage |

## Démographie
En 2021, la commune comptait 288 habitants. Depuis 2004, les enquêtes de recensement dans les communes de moins de 10 000 habitants ont lieu tous les cinq ans (en 2004, 2009, 2014, etc. pour Angey) et les chiffres de population municipale légale des autres années sont des estimations.
| 1793 | 1800 | 1806 | 1821 | 1831 | 1836 | 1841 | 1846 | 1851 |
| ---- | ---- | ---- | ---- | ---- | ---- | ---- | ---- | ---- |
| 305  | 295  | 324  | 401  | 322  | 306  | 311  | 319  | 303  |

| 1856 | 1861 | 1866 | 1872 | 1876 | 1881 | 1886 | 1891 | 1896 |
| ---- | ---- | ---- | ---- | ---- | ---- | ---- | ---- | ---- |
| 298  | 261  | 241  | 235  | 220  | 217  | 219  | 215  | 213  |

| 1901 | 1906 | 1911 | 1921 | 1926 | 1931 | 1936 | 1946 | 1954 |
| ---- | ---- | ---- | ---- | ---- | ---- | ---- | ---- | ---- |
| 211  | 185  | 187  | 160  | 166  | 163  | 177  | 154  | 172  |

| 1962 | 1968 | 1975 | 1982 | 1990 | 1999 | 2006 | 2009 | 2014 |
| ---- | ---- | ---- | ---- | ---- | ---- | ---- | ---- | ---- |
| 149  | 137  | 119  | 115  | 133  | 140  | 208  | 227  | 262  |

| 2018 | - | - | - | - | - | - | - | - |
| ---- | - | - | - | - | - | - | - | - |
| 287  | - | - | - | - | - | - | - | - |

## Économie
Du milieu du XIXe au début du XXe siècle, de nombreuses carrières de pierres furent exploitées dont la plus importante à la Ferrerie.

## Lieux et monuments
- Église Saint-Samson (XIIe – XVIIe siècles). Elle daterait du XIIe siècle mais aurait été rénovée au XIXe siècle[15]. La corniche sur le chœur est de style roman. L'église a conservé à la croisée du transept ses croisées d'ogives primitives[16]. Ses fonts baptismaux (XIVe) de styles gothiques sont classés au titre objet aux monuments historiques depuis 1908[17]. Le mobilier et le sanctuaire de l'église date des XVIIe et XVIIIe siècles. Il comprend un maître-autel et des autels latéraux (XVIIe), une chaire à prêcher (XVIIe), un lavabo (XVIIe), des statues de saint Samson et saint Jean-Baptiste et l'agneau (XVIIe) ainsi que quatre tableaux du XIXe : l'Adoration des bergers, saint Antoine de Padoue, la Vierge-Marie et le Christ[4].

L'église dépend de la paroisse Saint-Auguste-Chapdeleine du doyenné du Pays de Granville-Villedieu.
- Ancien presbytère près de l'église.
- Vestiges du logis d'Angey des XVIe – XVIIe siècles.
- Croix de chemin dite Croix Saint-Samson (1685), croix de cimetière (XIXe).
- La Lande de Bévert. Anciennement bois et/ou forêt de Beuvais[Note 5], elle fut partagée au XIXe siècle entre Angey, Bouillon, Carolles, Champeaux et Saint-Michel-des-Loups. En 1172, une convention fut signée entre l'abbé du Mont-Saint-Michel représentant les moines propriétaires de la Lande et Guillaume de Saint-Jean, à la suite de l'utilisation abusive des arbres de la forêt de Beuvais par Thomas, seigneur de Saint-Jean pour la construction de son château. En 1779, c'est la famille de Polignac qui voulut s'octroyer la concession de la lande. La Révolution et l'émigration de la famille mit fin à la contestation[19].